# Trefusia longicauda
Trefusia longicauda är en rundmaskart som beskrevs av De Man 1893. Enligt Catalogue of Life ingår Trefusia longicauda i släktet Trefusia och familjen Trefusiidae, men enligt Dyntaxa är tillhörigheten istället släktet Trefusia och familjen Tripyloididae. Arten är reproducerande i Sverige. Inga underarter finns listade i Catalogue of Life.